# 금색도마뱀붙이속

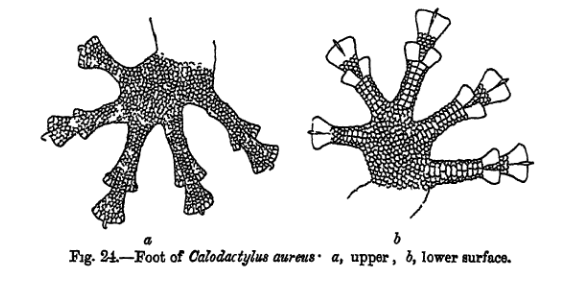

금색도마뱀붙이속(Calodactylodes)는 골든 게코(golden geckos)라고도 불리며, 도마뱀붙이과에 속한 도마뱀붙이류의 일속이다. 금색도마뱀붙이속은 인도 아대륙과 스리랑카에 분포해있으며, 발가락 끝에 피부가 나뭇가지같이 자라난 것이 특징이다.

## 어원
속명 Calodactylodes는 1928년에 엠브릭 스트란(:en:Embrik Strand)이 지어서 리차드 헨리 베돔(:en:Richard Henry Beddome)이 1970년에 지은 Calodactylus를 대체한 것이다. 에밀 블랑샤르(:en:Émile Blanchard)가 베돔 이전, 1850년에 동일한 이름의 딱정벌레 속을 지어서 승인되었기 때문에 명칭을 바꿀 필요가 있었다. 원래의 명칭은 "아름다운 발가락"이라는 뜻이며, 나뭇가지처럼 갈라진 독특한 발가락 끝부분을 지칭한다.

## 분류
하술할 두 종이 유효하다고 인정받는다.
- Calodactylodes aureus (베돔(:en:Beddome), 1870) – Indian golden gecko
- Calodactylodes illingworthorum (데라니야가라(:en:Deraniyagala), 1953) – Sri Lankan golden gecko

## 분포
C. aureus는 인도의 오디샤주, 안드라프라데시주, 타밀나두주의 동고츠산맥에서, C. illingworthorum는 스리랑카의 동부주에서 발견된다.

## 상세
금색도마뱀붙이속의 두 종은 바위 균열 속에 은신하며, 야행성이고, 충식동물(en:insectivore)이고, 굉장히 사회적이어서 여러 마리가 군집을 이루어 산다. 번식기에는 서열 상위 수컷(dominant male)온 몸이 밝은 금색을 띄며, 그리하여 금색도마뱀붙이라는 이름이 붙었다. 암컷과 유체는 칙칙한 갈색이어서 바위 사이에서 눈에 띄지 않을 수 있다. 목소리를 굉장히 자주 내며, 그 시끄러운 rattling 소리는 협곡 안에서 울려퍼진다. 암컷은 여럿이 같은 둥지에 살며, 포식자들이 접근하기 힘든 안전하고 적당한 바위 균열 안에 모여서 알을 낳기도 하는데, 때로는 그 수가 수천 개에 달한다.

## 참고 문헌
- Beddome RH (1870). "Descriptions of some new Lizards from the Madras Presidency". Madras Month. J. Med. Sci. 1: 30-35. (Calodactylus, new genus, p. 30).
- Smith MA (1935). The Fauna of British India, Including Ceylon and Burma. Reptilia and Amphibia. Vol. II.—Sauria. London: Secretary of State for India in Council. (Taylor and Francis, printers). xiii + 440 pp. + Plate I + 2 maps. (Genus Calodactylodes, pp. 77–78).